# Podorojnie, Svitlovodsk
Podorojnie (în ucraineană Подорожнє) este localitatea de reședință a comunei Podorojnie din raionul Svitlovodsk, regiunea Kirovohrad, Ucraina.

## Demografie
Componența lingvistică a localității Podorojnie
     Ucraineană (91,85%)
     Rusă (7,06%)
     Alte limbi (0,75%)
Conform recensământului din 2001, majoritatea populației localității Podorojnie era vorbitoare de ucraineană (91,85%), existând în minoritate și vorbitori de rusă (7,06%).